# Nhông cát
Nhông cát (danh pháp khoa học: Leiolepis guentherpetersi) là một loài thằn lằn trong họ Agamidae. Loài này được Darevsky & Kupriyanova miêu tả khoa học đầu tiên năm 1993.